# Peter J. Ratcliffe
Peter John Ratcliffe (* 14. května 1954 Morecambe) je anglický nefrolog. V roce 2019 obdržel Nobelovu cenu za fyziologii a lékařství, a to za „objevy způsobu, jak buňky vnímají a přizpůsobují se dostupnosti kyslíku“, konkrétně za svůj výzkum hypoxie, tedy stavu, kdy organismus dostává méně kyslíku, než je zvyklý.
Lékařství vystudoval na Cambridgeské univerzitě a na Queen Mary University of London. Poté vědecky působil na Jesus College na Oxfordu. V letech 2004–2016 byl na Oxfordu profesorem. Od roku 2016 působí ve Francis Crick Institute v Londýně.